# Buruli-sår
Buruli-sår (også kendt som Bairnsdale-sår, Searls-sår, eller Daintree-sår) er en infektionssygdom, der forårsages af bakterien Mycobacterium ulcerans. Infektionen er i sit tidlige stadie karakteriseret ved en smertefri lille knude eller hævelse. Denne knude kan udvikle sig til et ulcus (sår). Dette sår kan være større under huden end over huden, og der kan forekomme hævelse omkring såret. Efterhånden som sygdommen forværres, kan knoglevævet blive inficeret. Buruli-sår forekommer oftest på armene eller benene. Feber forekommer sjældent.
Bakterien M. ulcerans frigiver et giftstof, der er kendt som mycolactone, som reducerer immunfunktionen og fører til dødt væv. Det er desuden bakterier fra den samme familie, der forårsager tuberkulose og spedalskhed (hhv. M. tuberculosis og M. leprae). Det vides ikke, hvordan sygdommen spreder sig. Vandkilder kan have betydning for spredningen. I 2013 fandtes der stadig ikke nogen effektiv vaccine.
Hvis man behandles tidligt, er behandling med antibiotika i otte uger effektivt i 80 % af tilfældene. Behandlingen omfatter ofte brug af medicin som rifampicin og streptomycin. Clarithromycin eller moxifloxacin benyttes nogen gange i stedet for streptomycin. Andre former for behandling kan omfatte kirurgiske indgreb for at fjerne såret. Når infektionen er helet, efterlades der typisk et ar på området.
Buruli-sår er mest udbredt i landbrugsområder i subsaharisk Afrika og særligt i Elfenbenskysten men findes også i Asien, den vestlige del af Stillehavet samt i Nord- og Sydamerika. Der har været registreret sygdomstilfælde i mere end 32 lande. Der forekommer mellem fire og seks tusinde tilfælde hvert år. Foruden hos mennesker forekommer sygdommen også hos en række dyrearter. I 1897 beskrev Albert Ruskin Cook som den første Buruli-sår.